# Autocefàlia
L'autocefàlia és l'estatus d'independència jurídica de les diferents esglésies cristianes ortodoxes, i que garanteix el dret de governar-se per sínodes propis, mantenint la comunió amb les altres esglésies. Així, cada església autocèfala seria un conjunt d'esglésies locals (eparquies o diòcesis) que reben el dret d'elegir el seu primat.
Per exemple, a l'Església ortodoxa xipriota que li va ser concedida l'autocefàlia pel Concili d'Efes i és dirigida per l'arquebisbe de Xipre, qui no respon a cap autoritat eclesiàstica superior, tot i que la seva església es manté en plena comunió amb les altres esglésies ortodoxes. Similarment, a l'Església etíop d'Etiòpia li va ser concedida l'autocefàlia pel papa copte el 1950, i l'Església ortodoxa a Amèrica també li va ser concedida l'autocefàlia, pel Patriarca de Moscou el 1970.
Un rang anterior a l'autocefàlia és l'autonomia. Una Església que és autònoma té al seu bisbe de més alt rang, com un arquebisbe o metropolità, apuntant pel patriarca de l'Església mare, però és autodeterminant en qualsevol altre sentit.
Literalment, "autocèfal" no significa autogovern, significa «amb propi cap». Kephalos significa «cap» en grec. Per tant, autocèfal denota que té cap propi, mentre que autònom significa literalment «autolegislat». Nomos és la paraula grega per «llei».